# Pinilla Trasmonte
Pinilla Trasmonte är en kommun i Spanien.   Den ligger i provinsen Provincia de Burgos och regionen Kastilien och Leon, i den centrala delen av landet, 160 km norr om huvudstaden Madrid. Antalet invånare är 192. Arean är 68 kvadratkilometer.
Terrängen i Pinilla Trasmonte är huvudsakligen platt, men åt nordost är den kuperad.